# Landtagswahl in Niedersachsen 1967
- SPD: 66
- FDP: 10
- CDU: 63
- NPD: 10

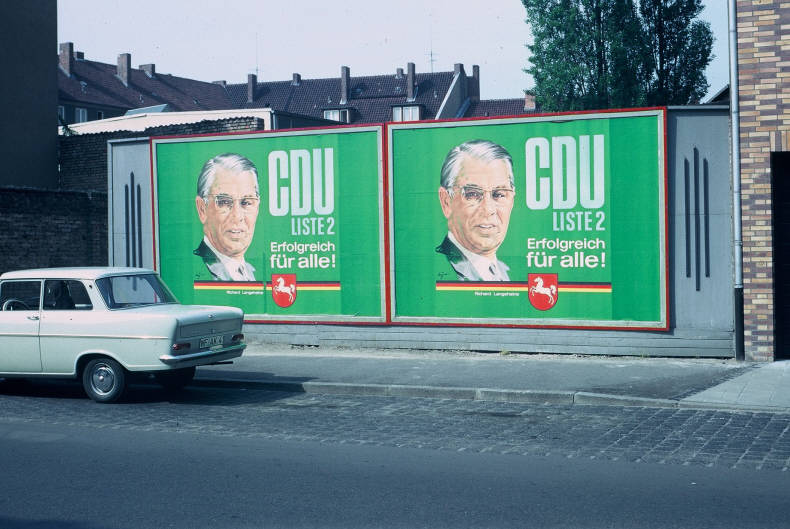
Plakate zur Landtagswahl

Die Wahl zum 6. Niedersächsischen Landtag fand am 4. Juni 1967 statt.

## Ausgangslage
Die beiden Volksparteien konnten bei der letzten Wahl ihre Stimmanteile ausbauen. Aufgrund der Fünf-Prozent-Hürde schaffte es als dritte Partei nur die FDP in den Landtag, mit der die SPD zunächst eine Koalition bildete.
Aufgrund einer während der Koalitionsverhandlung verheimlichten Schulgesetznovelle seitens der SPD, die im Rahmen der Konkordatsverhandlungen mit der Katholischen Kirche geplant wurde, scheiterte die Koalition im Mai 1965. Daraufhin bildeten SPD und CDU zusammen die erste große Koalition auf Landesebene.
1965 löste sich die DRP auf, woraufhin die meisten Mitglieder der Landesverbände in die 1964 gegründete NPD wechselten.

## Ergebnis
Die SPD wurde mit 43,1 Prozent stärkste Kraft vor der CDU mit 41,7 Prozent. Damit konnte die seit 1965 bestehende Große Koalition weiterregieren. Ministerpräsident Georg Diederichs (SPD) blieb im Amt, sein Stellvertreter war Richard Langeheine (CDU).
| Partei                                            | Stimmen   | Anteil in % | ± (%) | Direkt- man- date | Sitze | ±   |
| ------------------------------------------------- | --------- | ----------- | ----- | ----------------- | ----- | --- |
| Sozialdemokratische Partei Deutschlands (SPD)     | 1.538.776 | 43,1        | −1,8  | 58                | 66    | −7  |
| Christlich Demokratische Union Deutschlands (CDU) | 1.491.092 | 41,8        | +4,0  | 37                | 63    | −1  |
| Nationaldemokratische Partei Deutschlands (NPD)   | 249.197   | 7,0         | +5,5  | 0                 | 10    | +10 |
| Freie Demokratische Partei (FDP)                  | 245.318   | 6,9         | −1,9  | 0                 | 10    | −4  |
|                                                   |           |             |       |                   |       |     |
| Deutsche Friedensunion (DFU)                      | 29.273    | 0,8         | +0,2  | 0                 | 0     | ±0  |
| Unabhängige Wählergemeinschaft (UWG)              | 14.719    | 0,4         | neu   | 0                 | 0     | neu |
| Europäische Föderalistische Partei (EFP)          | 2.101     | 0,1         | neu   | 0                 | 0     | neu |
| Freisoziale Union (FSU)                           | 1.082     | 0,0         | ±0,0  | 0                 | 0     | ±0  |
| Gültig                                            | 3.571.558 | 199,0       |       |                   |       |     |
| Ungültig                                          | 0.037.098 | 101,0       |       |                   |       |     |
| Gesamt                                            | 3.608.656 | 100,0       |       | 95                | 149   | ±0  |
| Wahlberechtigte/Wahlbeteiligung                   | 4.760.327 | 175,8       | −1,1  |                   |       |     |

Der Wahlkampf war nur schwach geführt worden, da mit Blick auf die Große Koalition in Bonn auch das Bündnis in Hannover fortgesetzt werden sollte. Selbst in dem Falle, dass die CDU stärkste Partei geworden wäre, sollte Georg Diederichs (SPD) Ministerpräsident bleiben.
Ein politischer Paukenschlag war der erstmalige Landtagseinzug der NPD mit 7 Prozent der Stimmen. Damit war sie sogar leicht stärker als die FDP geworden. Im Winter waren ihr in Meinungsumfragen sogar 15 Prozent zugetraut worden. Interne Querelen hatten aber für eine Änderung des Meinungsklimas gesorgt. Dies fiel mitten in ihre kurze Hochphase, während deren sie in einige Landtage einziehen konnte, aber 1969 den Einzug in den Bundestag knapp verfehlte.
Die SPD blieb nur noch knapp vor der CDU, die erstmals über 40 Prozent der Stimmen erreichte. Sie hatte mit dem Verlust von knapp 2 Prozent die dritte Wahlniederlage seit der Bildung der Großen Koalition unter Kurt Georg Kiesinger (CDU) einstecken müssen. Die Große Koalition unter Georg Diederichs (SPD) wurde, wie erwartet, fortgesetzt.
Die Koalition zerbrach noch während der Legislaturperiode, da die CDU nach Mandatsübertritten stärkste Fraktion geworden war und mehr Einfluss auf das Abstimmungsverhalten Niedersachsens im Bundesrat forderte. Im Jahr 1970 wurde daher der Landtag aufgelöst, sodass das erste Mal in der Bundesrepublik vorgezogene Neuwahlen zu einem Landesparlament stattfanden.